# Kotxkin (Ptxegatlukai)
|  | Per a altres significats, vegeu «Kotxkin (Ponejukai)». |

Kotxkin - Кочкин (rus) - és un khútor, un poble, de la República d'Adiguèsia, a Rússia. Es troba al sud-oest d'Adigueisk, a 15 km a l'oest de Ponejukai i a 78 km al nord-oest de Maikop, la capital de la república.
Pertany al municipi de Ptxegatlukai.